# Brothybeck
Brothybeck – wieś w Anglii, w Kumbrii. Leży 15 km na południe od miasta Carlisle i 411 km na północny zachód od Londynu.